# Monument du Pakistan
Le monument du Pakistan est un monument national associé à un musée localisé dans le parc Shakarparian à Islamabad, capitale du Pakistan et dont l'objectif est de symboliser l'unité nationale. Le complexe du monument couvre une surface de 2,8 hectares et est un endroit populaire pour les pique-niques.
Le monument a la forme des pétales d'une fleur en train d'éclore. Sur les murs intérieurs de ces pétales sont dessinés les contours du fort de Lahore, de la Mosquée Royale, de la passe de Khyber et du Minar-e-Pakistan. Le monument s'ouvre sur une terrasse en marbre qui offre une vue plongeante sur la ville d'Islamabad. Les quatre pétales principaux représentent les quatre provinces (Baloutchistan, Khyber Pakhtunkhwa, Pendjab et Sind) alors que les trois plus petits représentent les trois territoires (Gilgit-Baltistan, Azad Cachemire et les Régions tribales).
Le musée du Monument du Pakistan inclut un musée de cire présentant les événements importants du Mouvement pour le Pakistan. Le bâtiment accueille également une bibliothèque, un catalogue de références audiovisuelles, une salle de conférence et un auditorium de 62 places appelé Salle Panorama. 
Le complexe reçoit une moyenne de 1 500 touristes par jour et a accueilli 570 000 visiteurs en 2015. Vu du ciel, le monument ressemble au drapeau du Pakistan avec une étoile en son centre et à un croissant de lune formé par les pétales.

## Conception

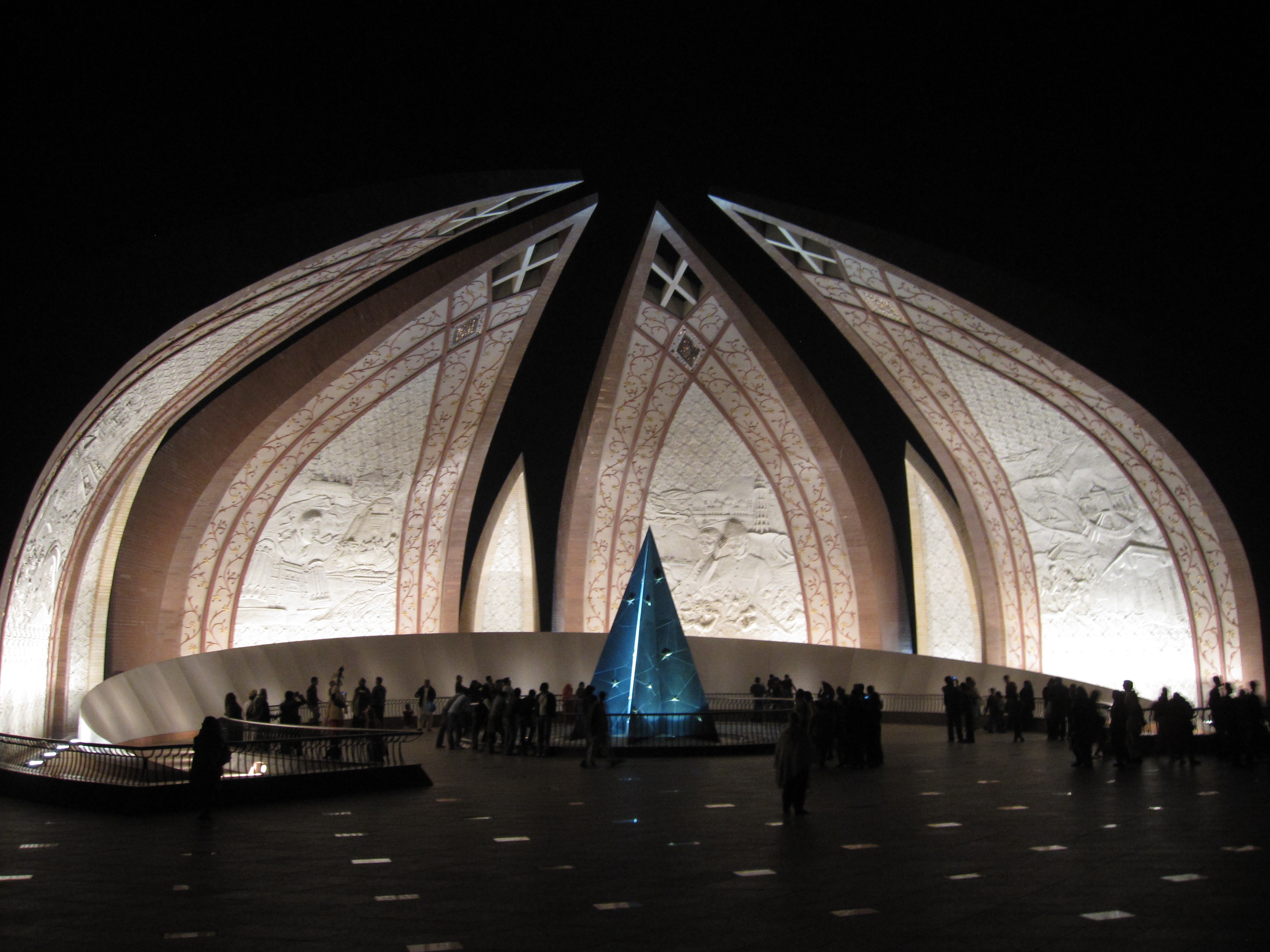
Monument vu de nuit.

L'idée d'un monument a été tout d'abord imaginée en 2005[réf. nécessaire] par Uxi Mufti, fils de l'écrivain Mumtaz Mufti, avant d'être reprise par le Ministère de la culture. Le Conseil des Architectes et Urbanistes du Pakistan a organisé ensuite un concours sur les thèmes de la puissance, de l'unité et du dévouement au peuple du Pakistan à travers une icône qui représenterait une nation libre et indépendante.
Sur un total de vingt propositions, trois ont été retenues. C'est finalement le projet d'Arif Masoud qui a été sélectionné pour la construction, celui-ci étant basé sur le thème de la création et du développement du pays. Le coût du projet était de 600 millions de roupies pakistanaises.

## Structure
Le monument est situé dans le parc Shakarparian et s'étend sur 2,8 hectares. Sa position en hauteur le rend visible des villes d'Islamabad et Rawalpindi. La première pierre a été posée le 25 mai 2004 et le complexe a été terminé en 2006 puis inauguré le 23 mars 2007.
La structure se compose de quatre pétales d'une fleur en train d'éclore, construits en granit, représentant l'unité du peuple pakistanais. Les murs intérieurs des pétales sont décorés de bas-reliefs. Une plate-forme centrale en forme d'étoile à cinq branches est entourée d'eau. Un croissant métallique entoure cette étoile. Des paroles de Muhammad Ali Jinnah et des vers de Mohamed Iqbal y sont inscrits.

## Galerie

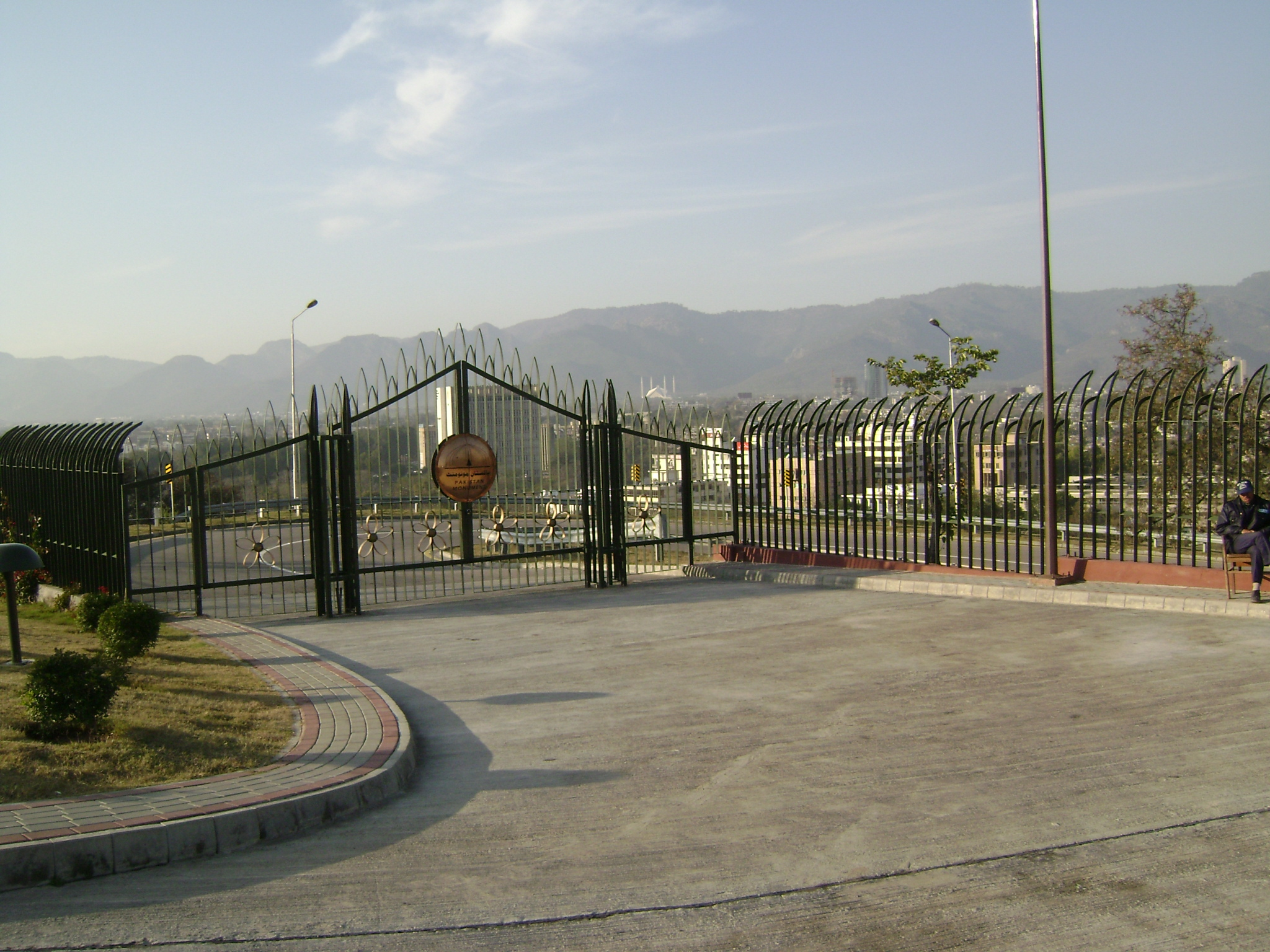
Porte d'entrée.
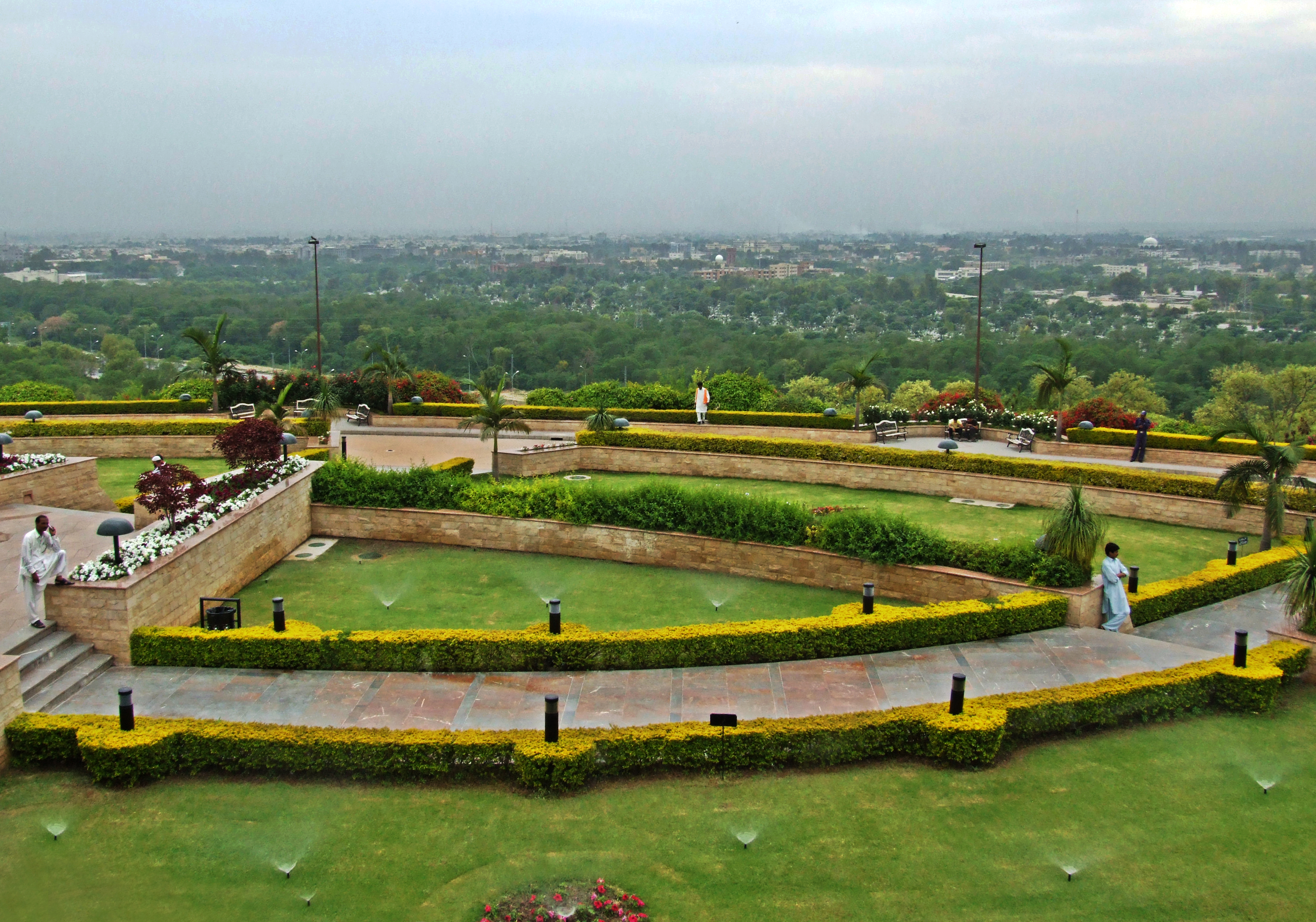
Jardins du monument.
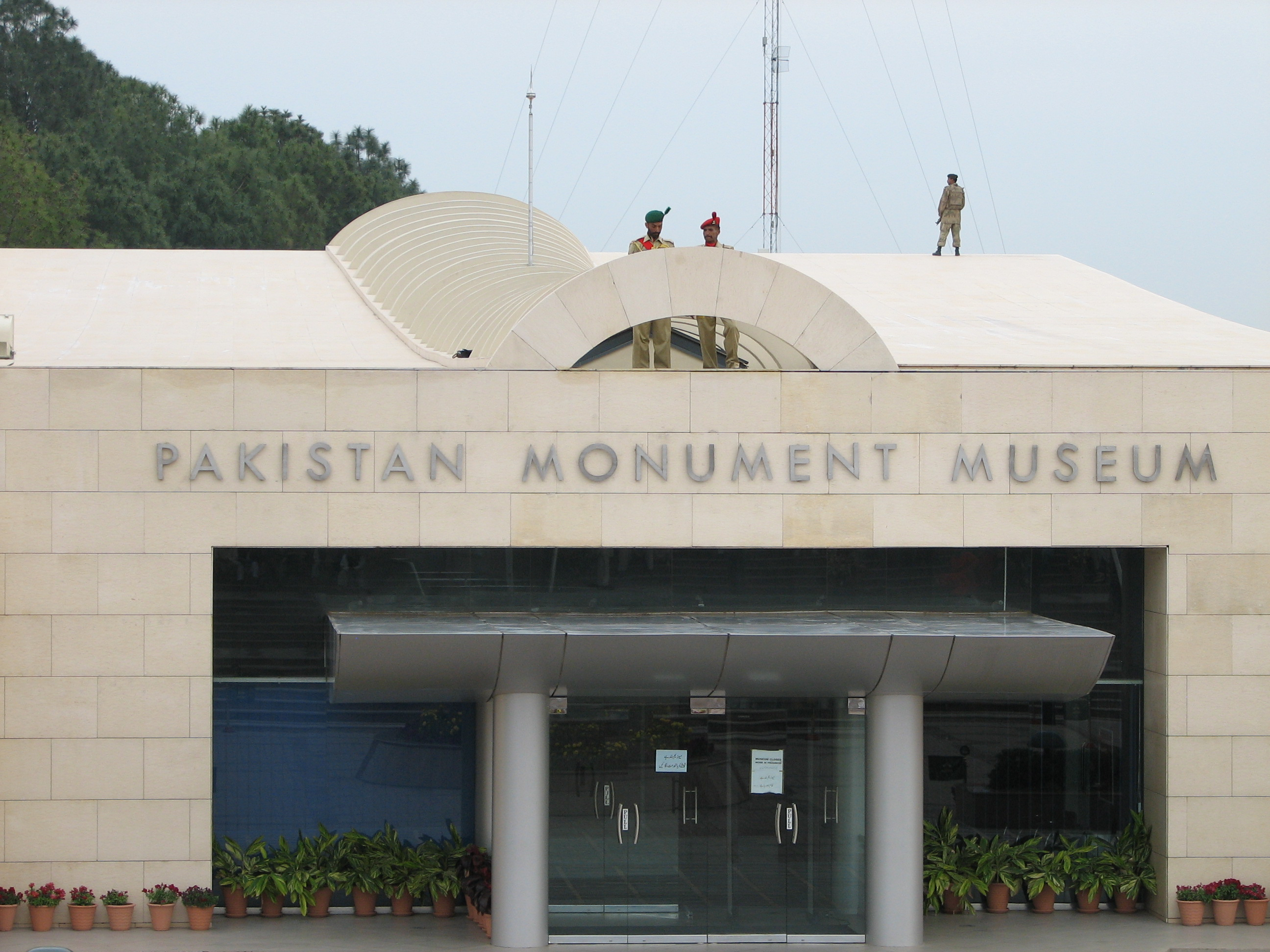
Musée du monument.
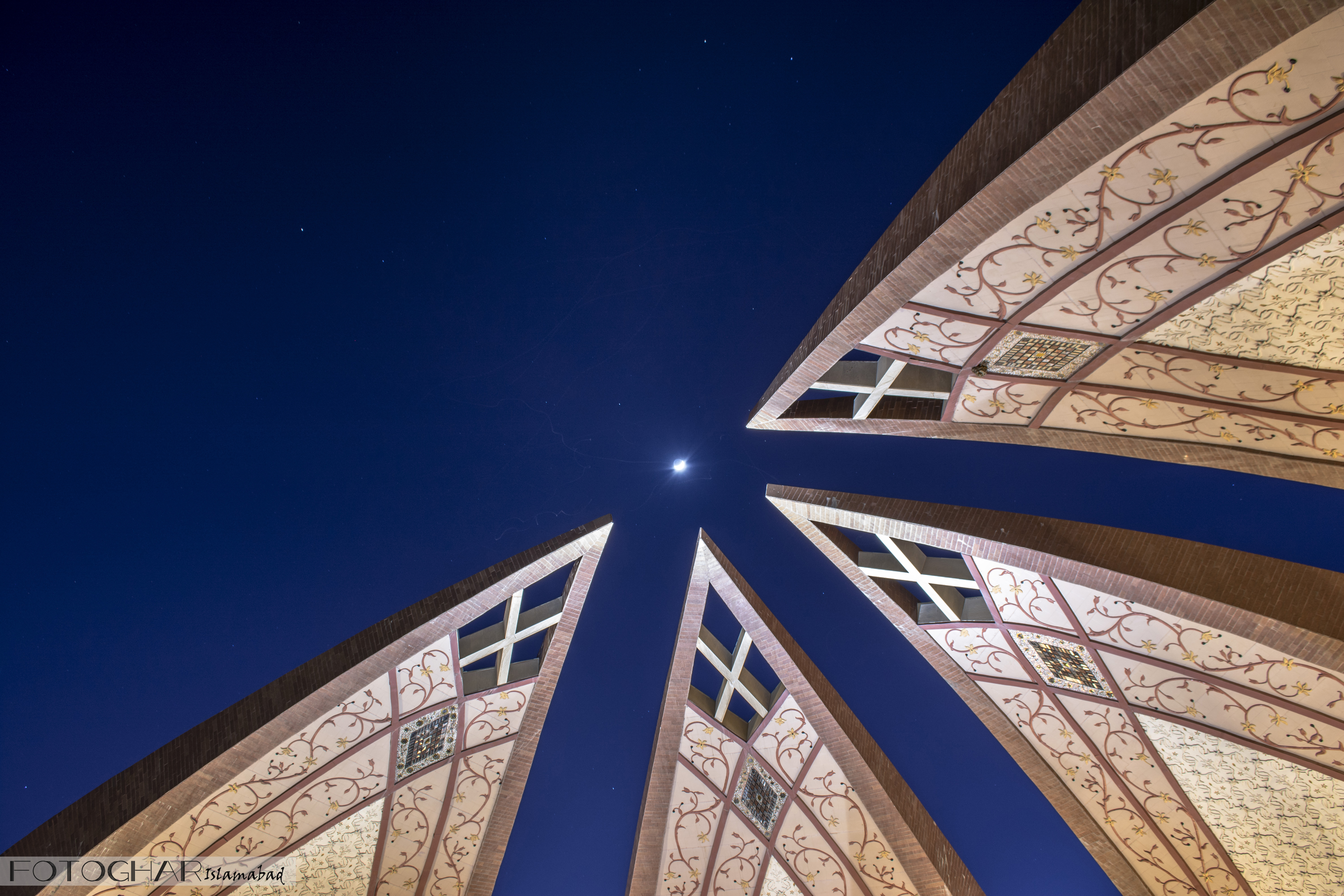
La Lune vue depuis le monument, à travers les pétales.
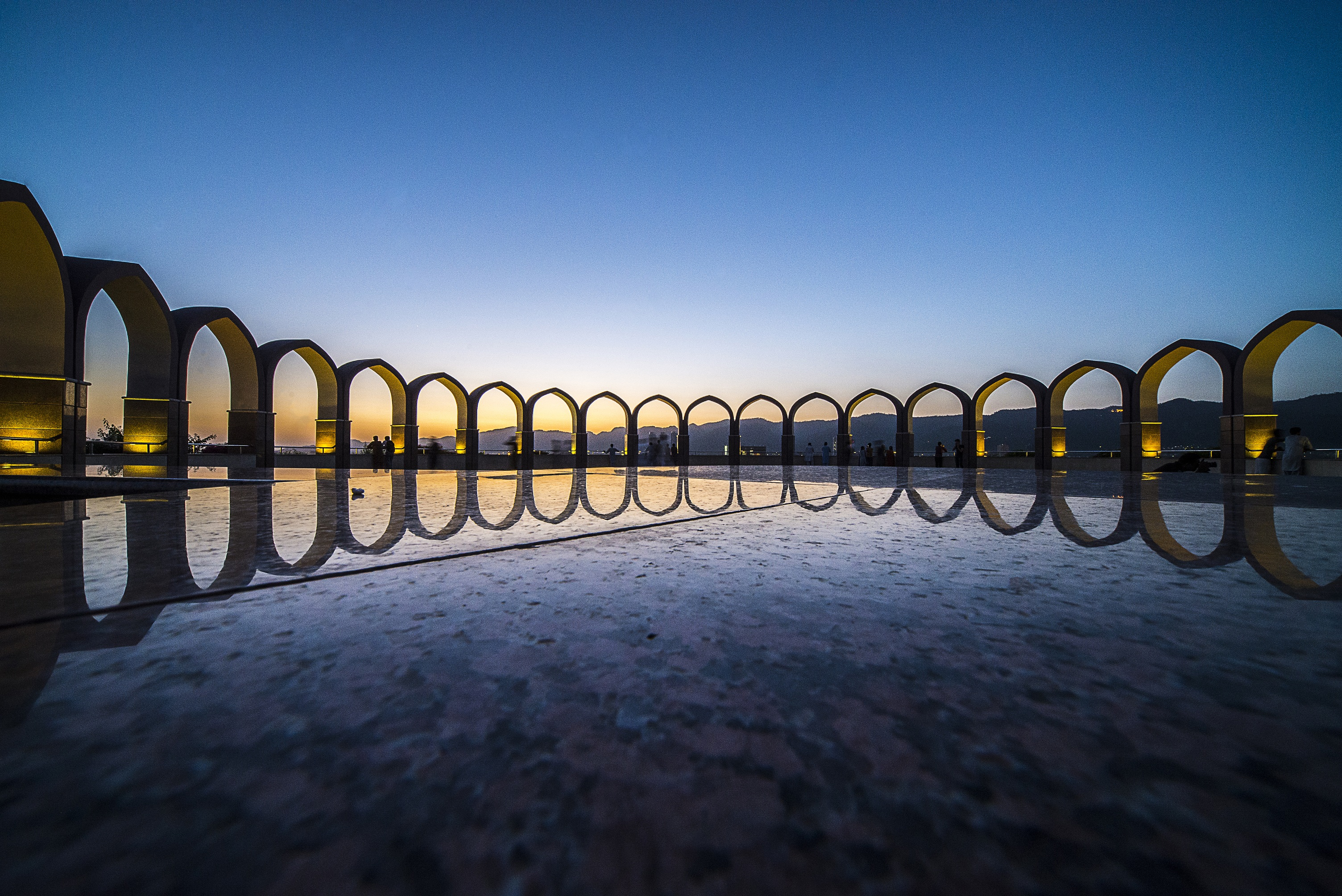
Arches.
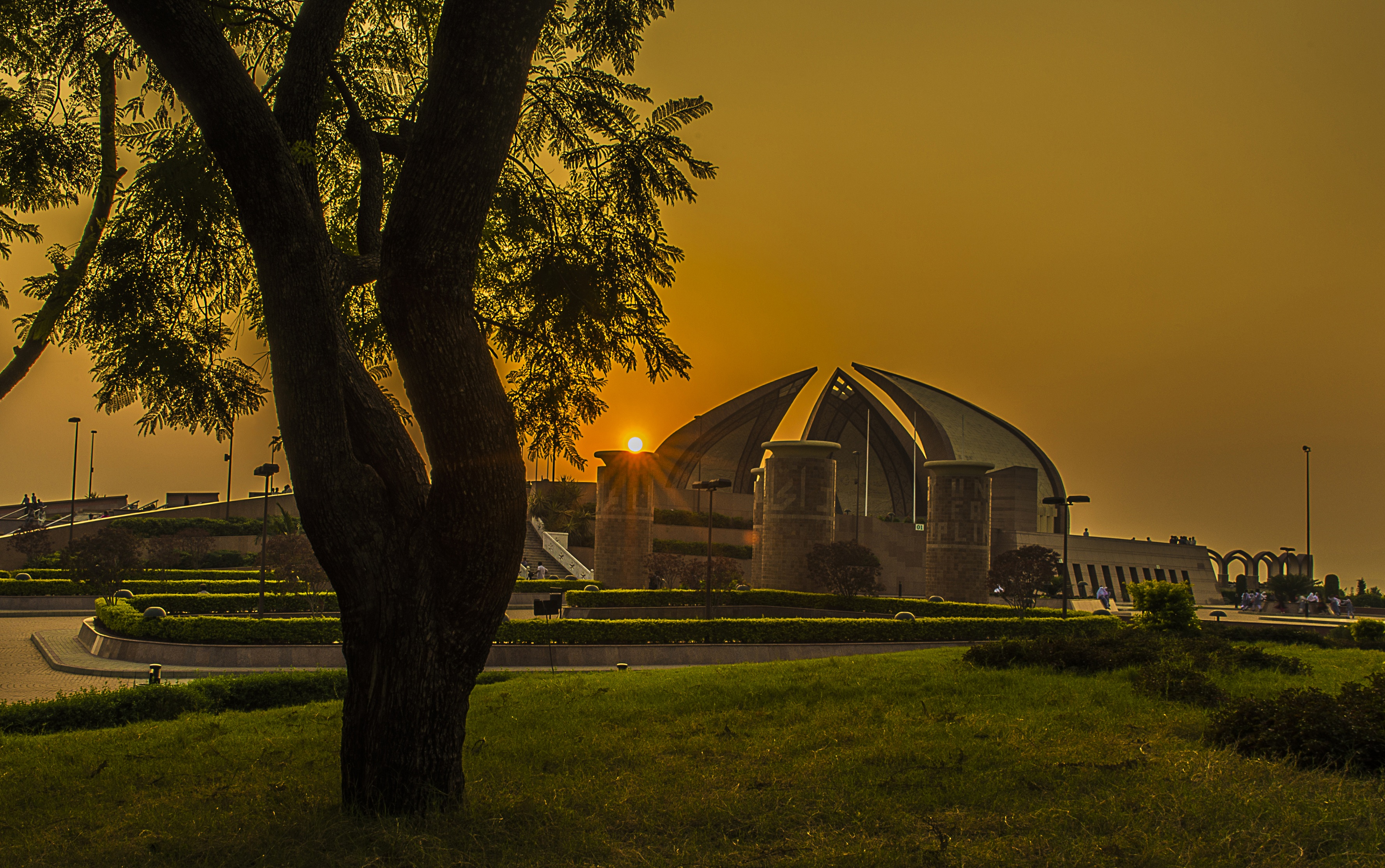
Coucher de Soleil sur le monument.
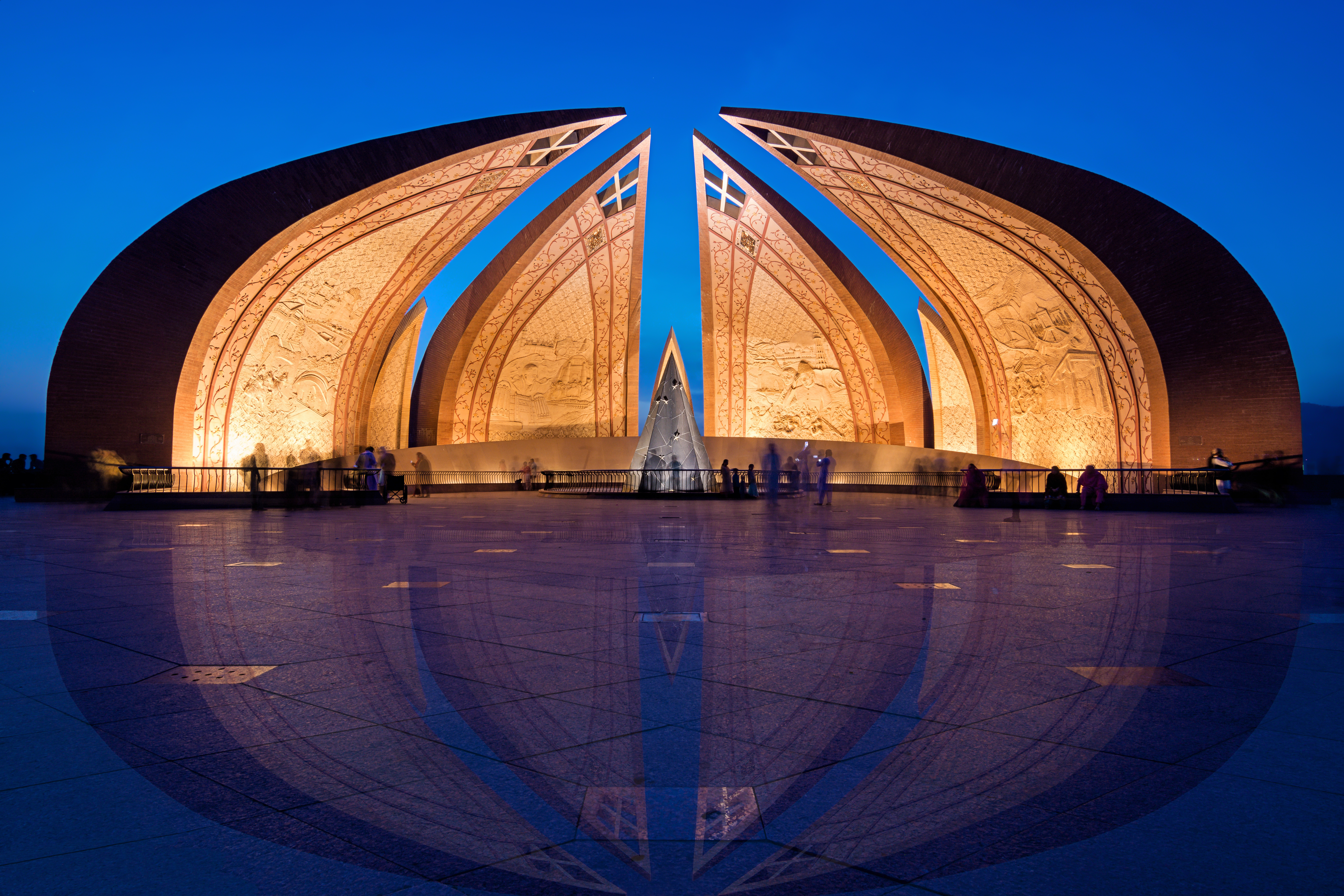
Aube sur le monument.